# Abel Grimmer
Abel Grimmer, né vers 1575 à Anvers où il est mort vers 1619, est un peintre baroque flamand.
Sa notoriété est proche de celle de son contemporain Jan Brueghel l'Ancien pourtant plus intégré, par ses natures mortes ou son maniérisme, à une époque ultérieure. Abel Grimmer serait plus proche de Pieter Brueghel le Jeune, ou même de Pieter Brueghel l'Ancien et de toute cette tradition nordique passionnée de la représentation de la vie quotidienne, regardée avec un humour distancié et profondément ancré dans la vie. On le classe parmi les baroques (étant de cette époque), mais parler d’une tradition d’origine plus lointaine serait préférable.

## Biographie
Il a appris à peindre avec son père, Jacob Grimmer. La plupart de ses œuvres sont des paysages et des bâtiments. Abel Grimmer (ou ses commanditaires) tiennent à se représenter ou à célébrer le cycle de la vie. Au travers de la répétition annuelle du cycle des saisons, sont retenus des moments de l’année (mois ou saisons) qui encadrent les activités des hommes : diverses activités du temps des semailles, des moissons, des vendanges, tout cela sur fond de paysages majestueux.
Abel Grimmer se marie avec Catharina Lescornet en 1591. Il est nommé franc-maître en 1592.
Dès 1595, il aborde le thème des intérieurs d'églises ; on recense à ce jour plus d'une trentaine de tableaux sur ce sujet. Une série de douze tableaux, représentant chaque mois, est visible dans la Chapelle Notre-Dame de Montfaucon-en-Velay (Haute Loire). Chacun des douze tableaux représente en plus une double-référence, l’une à la vie de Jésus, l’autre à la vie profane rurale flamande du temps, les épisodes évangéliques étant dûment cités ; la peinture est datée 1592. On notera que les paysages et l'architecture des arrière-plans sont parfois très imaginaires : on ne trouve guère en effet du côté d’Anvers de montagnes ni de pitons rocheux couronnés de châteaux ou autres constructions, tels qu’on les voit sur certains tableaux. Cet ensemble est notable puisque la collection connue de cet auteur comporte une centaine d’œuvres.
L’auteur a souvent glissé une note d’humour ou une attention qui dénote sa réflexion personnelle, rehaussée au besoin par les couleurs d’un vêtement ou des attitudes. Les espaces paysagers sont parfois d’une grande profondeur et d’une grande lumière.
L’extrême attention aux caractéristiques d’une saison ou des mois de l’année est notable, et peut se retrouver dans d'autres sujets, telle la Vierge au buisson de roses de Colmar, par exemple (Martin Schongauer 1440-1491).

## Œuvres
L'apport d'Abel Grimmer à la peinture architecturale est assez marginal dans sa production. Elle a subi l'influence de Van Steenwijck et de Vredeman de Vries.

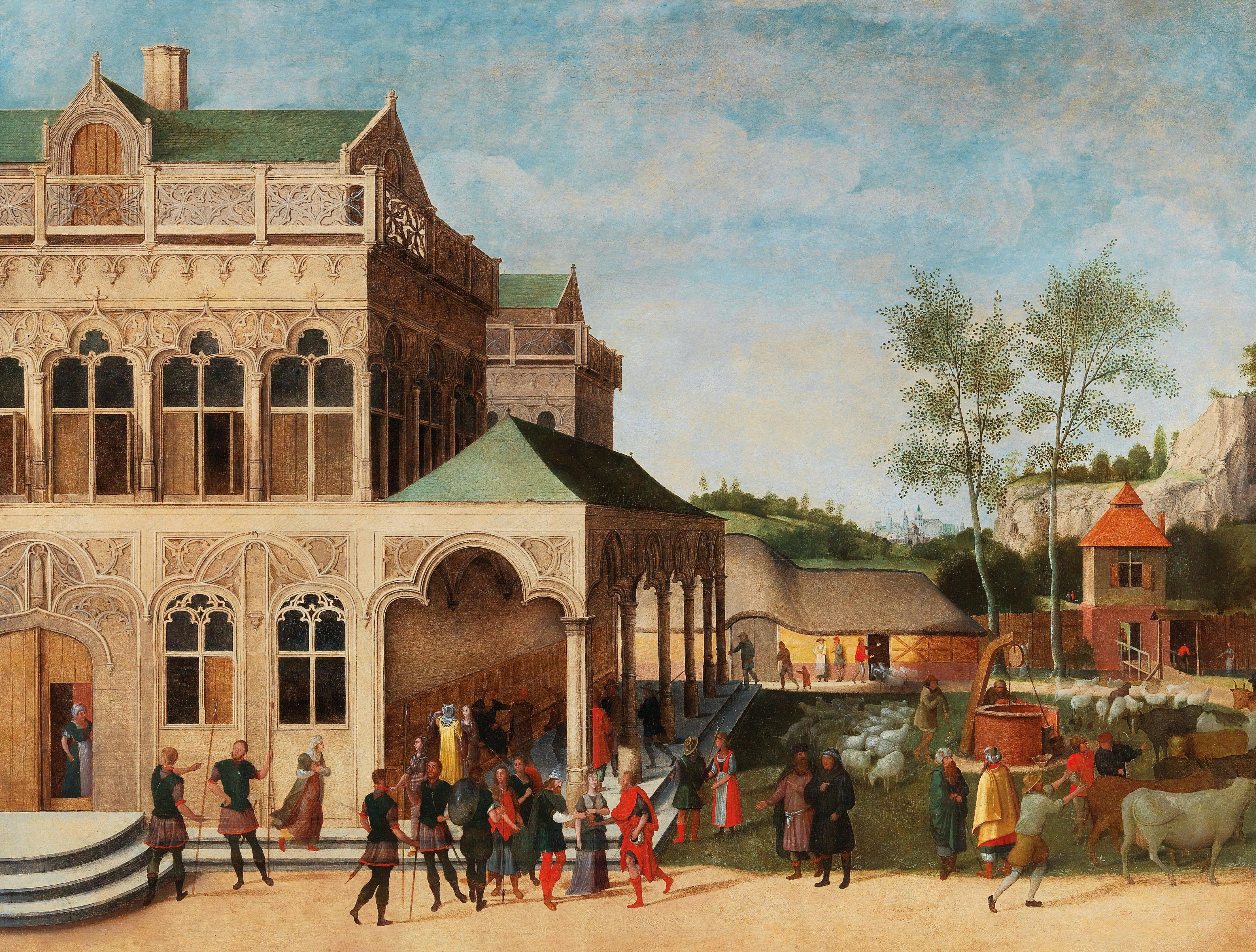
Une élégante loggia, avec la demande d'Isaac à Rebecca
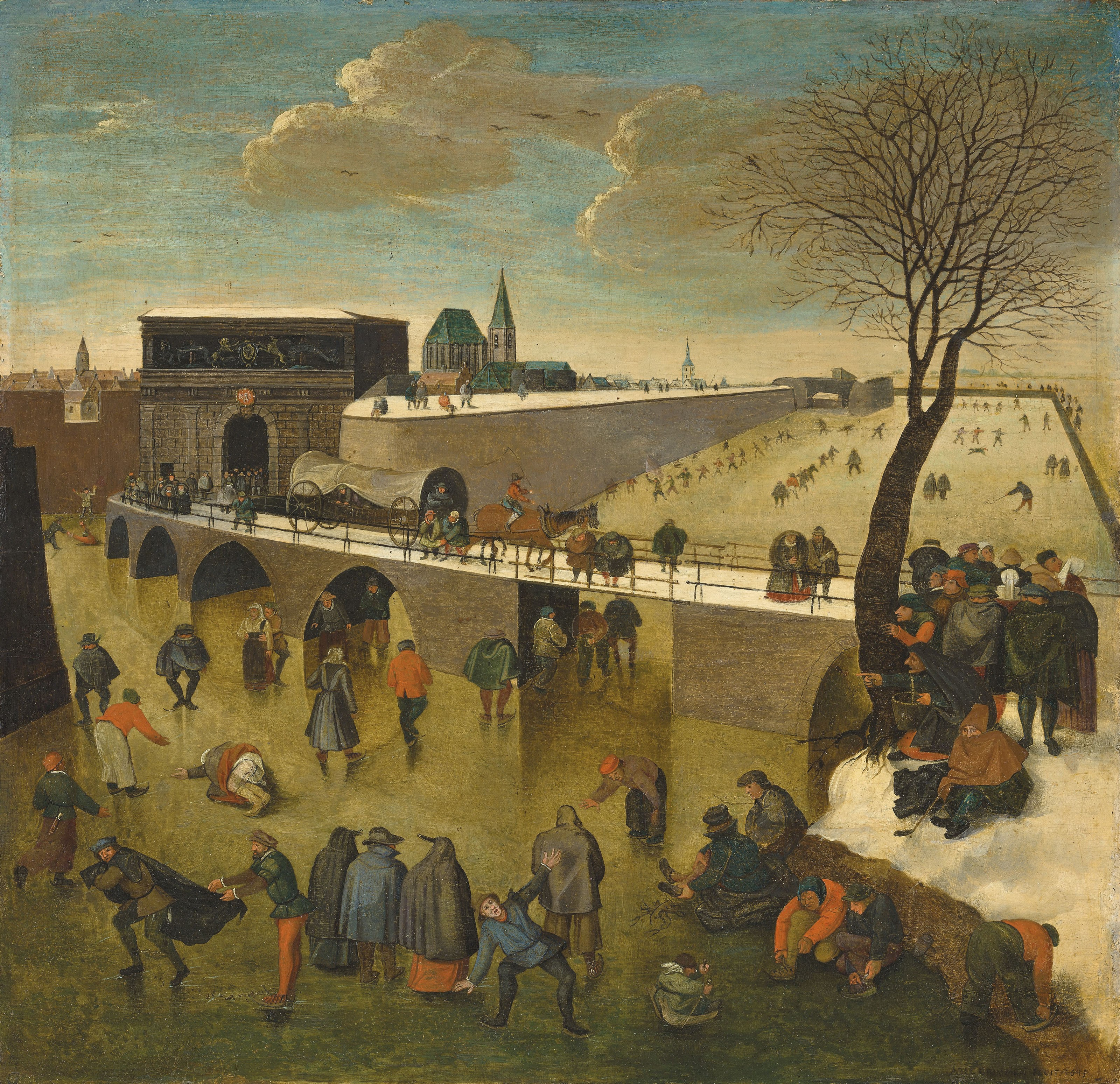
Paysage d'Anvers devant la porte Saint Georges, 1615
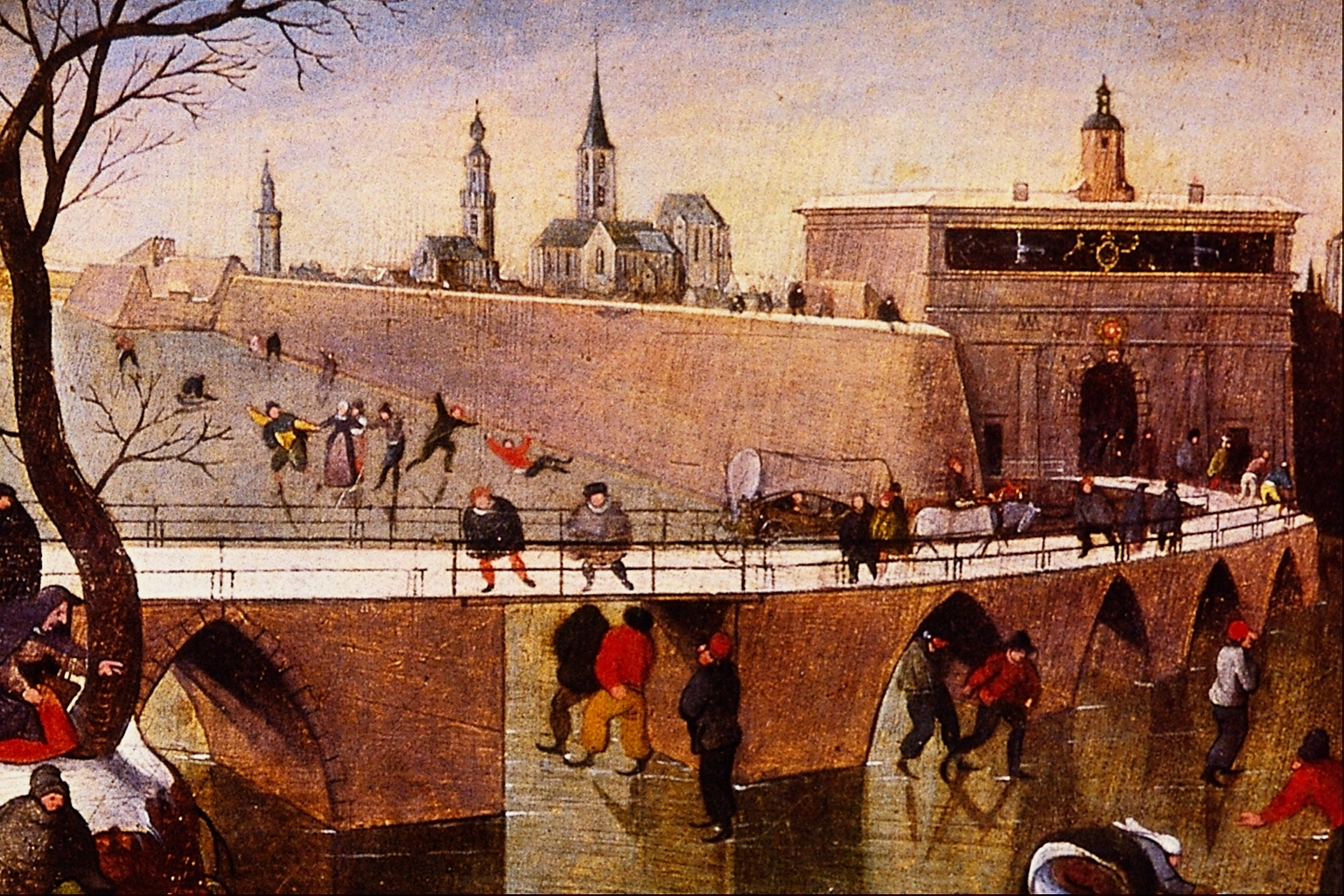
Patineurs sur les murs d'Anvers